# Georgie Stone

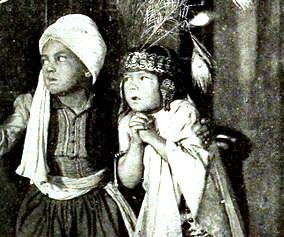
Con Gertrude Messinger nel film Ali Baba and the Forty Thieves (1918)

Georgie Stone (Cleveland, 3 settembre 1909 – Denver, 25 aprile 2010) è stato un attore statunitense del cinema muto, attivo come attore bambino dal 1914 al 1923 (tra i 5 e i 14 anni di età).

## Biografia
Nato a Cleveland in Ohio nel 1909, Georgie Stone esordì a 5 anni, nel 1914, con il suo primo film, Kid Regan's Hands, un cortometraggio prodotto dalla Rex Motion Picture Company.
Nel corso della sua carriera, dal 1914 al 1923, Stone girò 47 pellicole. Assieme a Beulah Burns, Lloyd Perl, Carmen De Rue, Francis Carpenter, Ninon Fovieri e Violet Radcliffe forma un'affiatata compagnia di attori bambini ("The Triangle Kids"), protagonisti di una serie di film prodotti dalla Fine Arts Film Company e distribuiti dalla Triangle Distribution. Di quel gruppo, Stone fu assieme a Carmen De Rue il leader indiscusso, colui la cui carriera cinematografica fu la più intensa e duratura e il cui nome e la cui immagine compaiono con più frequenza sulla stampa dell'epoca. Tra i registi che in più di una occasione gli offrono ruoli di protagonista nei loro film ci sono Chester M. Franklin e Sidney Franklin (Ali Baba and the Forty Thieves, 1918) e il giovane John Ford (Amici per la pelle, 1920). 
Terminata l'esperienza di attore bambino, la vita di Georgie Stone si svolge lontano dal mondo del cinema. Muore a Denver in Colorado nel 2010, all'età di 100 anni.

## Riconoscimenti
- Young Hollywood Hall of Fame (1908-1919)

## Filmografia

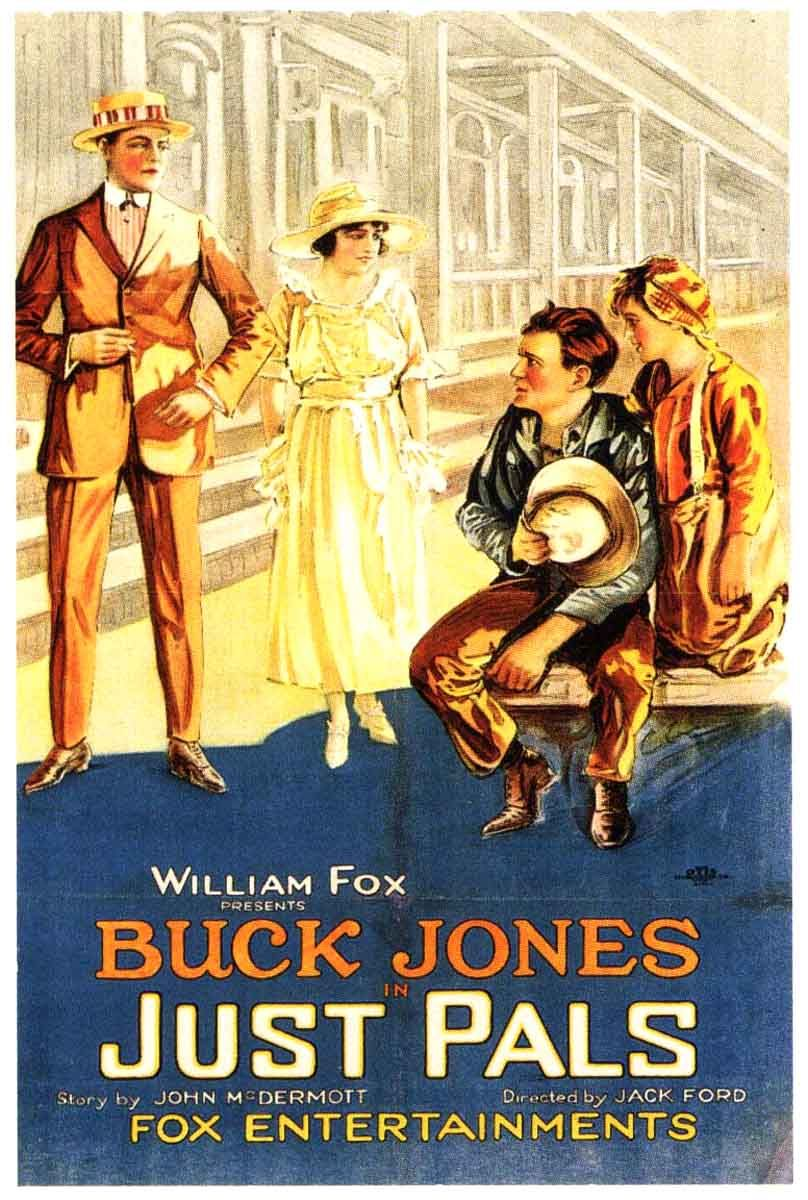
Georgie Stone è qui ritratto nel poster del film Amici per la pelle (Just Pals) di John Ford (1920), accanto al protagonista Buck Jones

### Cortometraggi
- Kid Regan's Hands, regia di Otis Turner (1914)
- The Rivals, regia di Chester M. Franklin e Sidney Franklin (1915)
- Little Dick's First Case, regia di Chester M. Franklin e Sidney Franklin (1915)
- Dirty Face Dan, regia di Chester M. Franklin e Sidney Franklin (1915)
- The Ashcan, or Little Dick's First Adventure, regia di Chester M. Franklin e Sidney Franklin (1915)
- The Kid Magicians, regia di Sidney Franklin e Chester M. Franklin (1915) `
- A Ten-Cent Adventure, regia di Sidney Franklin e Chester M. Franklin (1915)
- The Little Runaways, regia di Edward Morrissey - cortometraggio (1915)
- The Runaways, regia di Chester M. Franklin e Sidney Franklin - cortometraggio (1915)
- The Straw Man, regia di Sidney Franklin e Chester M. Franklin (1915)
- Billie's Goat, regia di Sidney Franklin e Chester M. Franklin (1915)
- The Right to Live (1915)
- The Little Cupids, regia di Sidney Franklin e Chester M. Franklin (1915)
- For Love of Mary Ellen, regia di Sidney Franklin e Chester M. Franklin (1915)
- The Little Life Guard, regia di Sidney Franklin e Chester M. Franklin (1915)

### Lungometraggi
- I sette angeli di Ketty (Let Katie Do It), regia di C.M. Franklin e S.A. Franklin (1916)
- Martha's Vindication, regia di Sidney Franklin e Chester M. Franklin (1916)
- The Children in the House, regia di Sidney Franklin e Chester M. Franklin (1916)
- Amore malvagio (Going Straight), regia di Sidney Franklin e Chester M. Franklin (1916)
- The Little School Ma'am, regia di Sidney Franklin e Chester M. Franklin (1916)
- The Patriot, regia di William S. Hart (1916)
- Gretchen the Greenhorn, regia di Sidney Franklin e Chester M. Franklin (1916)
- A Sister of Six, regia di Sidney Franklin e Chester M. Franklin (1916)
- Children of the Feud, regia di Joseph Henabery (1916)
- Everybody's Doing It, regia di Tod Browning (1916)
- Jim Bludso, regia di Tod Browning e Wilfred Lucas (1917)
- The Gun Fighter, regia di William S. Hart (1917)
- Cheerful Givers, regia di Paul Powell (1917)
- Sudden Jim, regia di Victor Schertzinger (1917)
- In Slumberland, regia di Irvin Willat (1917)
- Six Shooter Andy, regia di Sidney Franklin (1917)
- The Gypsy Trail, regia di Walter Edwards (1917)
- Ali Baba and the Forty Thieves, regia di Sidney Franklin e Chester M. Franklin (1918)
- The Poppy Girl's Husband, regia di William S. Hart e Lambert Hillyer (1919)
- The Speed Maniac, regia di Edward LeSaint (1919)
- Fighting Cressy, regia di Robert Thornby (1919)
- Rio Grande, regia di Edwin Carewe (1920)
- Seeds of Vengeance, regia di Oliver L. Sellers (1920)
- The Scoffer, regia di Allan Dwan (1920)
- Amici per la pelle (Just Pals), regia di John Ford (1920)
- The Whistle, regia di Lambert Hillyer (1921)
- White and Unmarried, regia di Tom Forman (1921)
- Penny of Top Hill Trail, regia di Arthur Berthelet (1921)
- Piste disperate (Desperate Trails), regia di John Ford (1921)
- Jackie, regia di John Ford (1921)
- The Fourth Musketeer, regia di William K. Howard (1923)